# 8. lakojurišna brigada Vojne policije HV
8. lakojurišna brigada Vojne policije HV, brigada Hrvatske vojske iz Domovinskog rata

## Povijest
Borbena djelovanja u 1992. u kojima je sudjelovala Vojna policija pokazale su potrebu stvaranja posebne postrojbe za brza i djelotvorna borbena djelovanja na cijelom prostoru RH-a. Koncem 1992. Uprava Vojne policije dobila je zadaću ustrojiti i formirati jednu takvu postrojbu. Za stvaranje su uzeli model brigada američkih „Rangera“ i brigade karabinjera u oružanim snagama Republike Italije, po kojem su izveli ustroj 8. lakojurišne brigade Vojne policije. Brigada je bila poput ostalih brigada HV profesionalnog sastava (1., 2., 3., 4., 5., 9. (6.), 7.), zbog čega numeracijom se nastavlja na postojeće brigade, odnosno zašto preimenovana 6. gbr. je dobila broj 9, a ne 8. Lakojurišna brigada VP osposobljena je za borbena djelovanja i složene vojnopolicijske zadaće. Već ožujka 1993. iz sastava postrojbi Vojne policije određeno je prvih 35 pripadnika postrojbe koje preuzimaju vojarnu Monumenti koja je sjedište postrojbe i čine prvu jezgru za narastanje postrojbe. 13. travnja 1993. prihvaćen je i potpisan ustroj brigade.
Odabir pripadnika VP za Brigadu je bio intenzivan. Sve organizacijske cjeline brigade ustrojene su i razvijene do rujna iste godine. Zapovjedništvo brigade bili su: pomoćnik za logistiku brigade Andrija Fiamengo iz 66. bVP-a, zapovjednika vojarne satnik Zdravko Antolković, dotadašnji zapovjednik 70. bojne VP-a, zapovjednik brigade pukovnik Ivan Rašić do tada zapovjednik 1. bojne u 1. gardijskoj brigadi, načelnik stožera pukovnik Marijan Mužinić.
Borbene zadaće na prvoj crti obrane u zoni odgovornosti Zbornog područja Karlovac preuzela je listopada 1993. godine. Zbog operativnih potreba u zoni odgovornosti Južnog bojišta, 6. siječnja 1994. stiže zapovijed i postrojba je premještena u sastav Južnog bojišta, u Slano i Dubrovnik. Tijekom 1994. 8. lakojurišna brigade VP je daljnjim razvojem OS uvrštena u sastav nove postrojbe, 1. hrvatskog gardijskog zbora.
U Domovinskom ratu poginula su tri pripadnika 8. lakojurišne brigade Vojne policije.

## Organizacija
Nositelj ustroja postrojbe je Uprava Vojne policije HV. Uprava je također nositeljem pripreme smještaja i opremanja postrojbe te odabira zapovjedničkog kadra. Za sjedište je određena vojarna Monumenti u Puli.
Brojem je postrojba relativno mala. Pokretljivost je visoka. Opremljena je lakim oklopnim vozilima i topništvom srednjeg promjera. Brigada ima mogućnost vlastitog zračnog prijevoza. Namjena postrojbe je brzo opkoljavanje, presijecanje komunikacijskih smjerova i brzo zaposjedanje područja na taktičkoj dubini.